# Falsche Ausgewogenheit

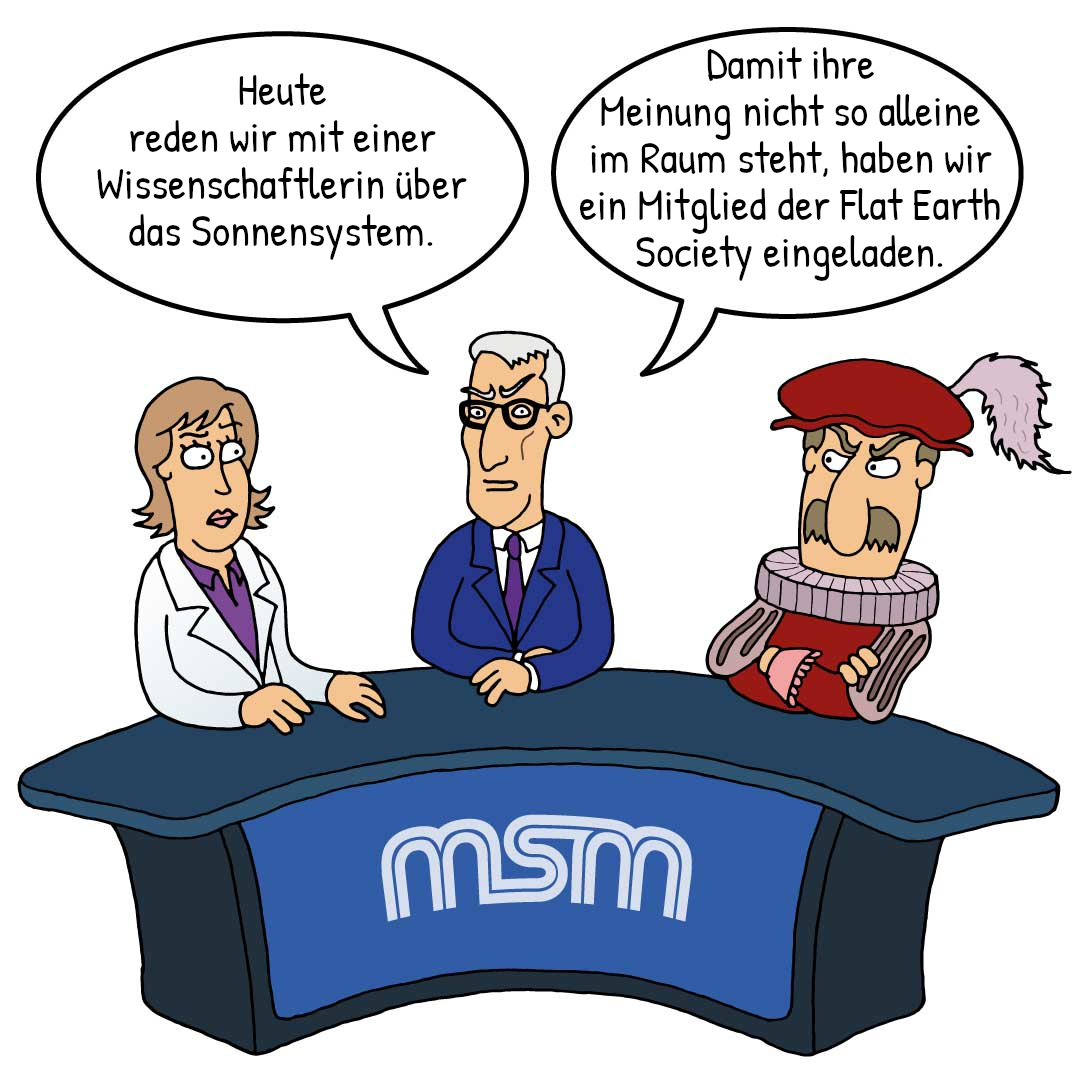
Karikatur über falsche Ausgewogenheit von John Cook (2018)

Falsche Ausgewogenheit, gelegentlich auch als falsche Gleichgewichtung bezeichnet (englisch false balance, bothsidesism), ist ein Phänomen der medialen Verzerrung, bei dem vornehmlich im Wissenschaftsjournalismus einer klaren Minderheitenmeinung oder völligen Außenseitern ungebührlich viel Raum gegeben wird, sodass fälschlich der Eindruck entsteht, Minderheitenmeinung und Konsensmeinung seien gleichwertig.
Hierbei werden beispielsweise Argumente und Belege angeführt, die in keinem Verhältnis zu den tatsächlichen Nachweisen der jeweiligen Seiten stehen oder Informationen unberücksichtigt lassen, die die Behauptung einer Partei als haltlos erscheinen lassen würden. Teilweise werden auch wissenschaftlich völlig haltlose Thesen als plausible oder gar fundierte Hypothesen präsentiert. Ursache für diese Verzerrung ist häufig der Wunsch von Journalisten, Verzerrung möglichst zu vermeiden.
Durch diese vermeintlich neutrale bzw. objektive Darstellung, die sich nicht am Forschungsstand orientiert, sondern Mehrheits- bzw. Konsensmeinung und Außenseitermeinung als gleichwertig darstellt, entsteht in der Öffentlichkeit ein falsches Bild über den Kenntnisstand innerhalb der Wissenschaft, das bis hin zur Verbreitung von klaren Falschinformationen reichen kann. In manchen Fällen wie z. B. beim wissenschaftlichen Konsens zum Klimawandel, den Gesundheitsgefahren des Tabakkonsums oder der Wirksamkeit von Impfungen kann in der Öffentlichkeit selbst bei seit langem wissenschaftlich unumstrittenen Themen der Eindruck entstehen, diese würden in der Wissenschaft kontrovers diskutiert.

## Beschreibung
Falsche Ausgewogenheit ist im Kontext des Wissenschaftsjournalismus eine gleiche Gewichtung bzw. gleichwertige Darstellung zweier unterschiedlicher Positionen, obwohl die wissenschaftliche Beleglage klar für eine Seite spricht. Während es im Journalismus bei Meinungen oder im politischen Bereich sinnvoll ist, gegensätzliche Meinungen gleichwertig zu behandeln, ist dieser Ansatz im Kontext Wissenschaft nicht praktikabel, da sich wissenschaftliche Meinungen und ein Konsens in der Fachwelt aus der Beleglage ergeben. Wenn also eine Ansicht auf einer überwältigenden Beleglage fußt, eine andere aber nicht, dann ist es falsch, diese gleichwertig zu behandeln. Im Wissenschaftsjournalismus ist daher ein Streben nach Ausgewogenheit verfehlt, stattdessen ist das Ziel sachliche Korrektheit. Ausgewogene Darstellung bedeutet damit nicht, unterschiedliche Positionen gleich zu gewichten, sondern die Gewichtung anhand der Beleglage auszurichten. Der Wissenschaftsjournalist Dirk Steffens beschreibt die Situation wie folgt:

„Angenommen, eine Astrophysikerin sagt in einer Talkshow, die Erde sei eine Kugel. Dann sitzt da noch einer, der behauptet, die Erde sei eine Scheibe. Die Wahrheit liegt verdammt noch mal nicht in der Mitte. Wenn von zwei Aussagen eine völliger Unsinn ist, darf der Journalismus den Unsinn nicht genauso zu Wort kommen lassen wie die Wahrheit. Da muss Journalismus ansetzen – und von da darf er nicht weggehen.“

Falsche Ausgewogenheit trägt zur Verbreitung von Falschinformationen bei. Dies gilt insbesondere, wenn die Ansichten von Wissenschaftsleugnern und Vertretern der wissenschaftlichen Konsensmeinung vermeintlich ausgewogen dargestellt werden. Daneben kann falsche Ausgewogenheit auch dazu dienen, bestimmte Formen etablierten, aber störenden Wissens auszuhebeln, beispielsweise im Hinblick auf Fragen der Ernährung, den menschengemachten Klimawandel oder bei der COVID-19-Pandemie.
Forschungen ergaben, dass falsche Balance verschiedene negative Auswirkungen auf das Publikum hat: Sie verzerrt die Wahrnehmung des wissenschaftlichen Kenntnisstandes, vermittelt den Eindruck, dass Fachleute weiterhin über bestimmte (wissenschaftlich unstrittige) Sachverhalte uneins seien, und birgt auch die Gefahr, dass Menschen bestimmte Risiken falsch einschätzen, was potenziell schwere oder gar tödliche Folgen haben kann. Problematisch ist nicht zuletzt, dass falsche Ausgewogenheit zweifelhaften Meinungen den Anschein von Seriosität vermittelt und so dazu beiträgt, dass selbst klare Fiktionen Fuß fassen können. Da sie wissenschaftlich unstrittige Themen umkämpft erscheinen lässt, trägt sie auch dazu bei, Zweifel an wissenschaftlichen Erkenntnissen zu säen, und stiftet Verwirrung bezüglich der Wissenschaft selbst, was wiederum von Interessengruppen ausgenutzt werden kann, um nötiges Handeln zu verzögern. Beispiele hierfür sind etwa die Tabakindustrie, die über lange Zeit die Gesundheitsgefahren des Rauchens herunterspielte, oder gegenwärtig und seit Jahrzehnten das Vorgehen der fossilen Energiebranche zum Kleinreden des Klimawandels. Des Weiteren nutzen u. a. auch Kreationisten und Impfgegner ähnliche Strategien.
Falsche Ausgewogenheit kann aber auch in der Politikberichterstattung vorkommen. Äußern kann sie sich z. B. im Zurückschrecken vor dem Benennen von Falschaussagen, insbesondere wenn diese mit vermeintlich neutralen Worten wie  „Kritik“, „Vorwurf“ oder „Provokation“ eingeordnet werden. Eine solche falsche Ausgewogenheit begünstigt den Erfolg populistischer Politikansätze, wie die US-Wahlkämpfe 2016 und 2020 sowie die erste Präsidentschaft Donald Trumps zeigen.

## Entstehungsgründe
Die journalistische Norm, ausgewogen darzustellen, ist auf die Forderung nach neutraler bzw. objektiver Berichterstattung zurückzuführen, indem man beide Seiten eines Konfliktes gleichermaßen zu Wort kommen lässt. Journalisten halten sich an diese Praxis, um ihre Professionalität zu zeigen und etwaiger Kritik vorzubeugen, dass sie einseitig berichteten. Gleichzeitig kann Ausgewogenheit auch als Ersatz für Plausibilitätsüberprüfungen dienen, z. B. wenn Journalisten nicht über ausreichend Zeit für Recherchen verfügen oder ihre eigene Kompetenz nicht ausreicht, um die Gültigkeit bestimmter im Konflikt stehender Aussagen beurteilen zu können. Besonders ausgeprägt ist die Norm zur Ausgewogenheit dann, wenn umstrittene Aussagen und mangelnde Expertise bei den Journalisten zusammentreffen. Werden allerdings abweichende Außenseiterstimmen außer Kontext wiedergegeben, dann verleiht das diesen Legitimität und mediales Ansehen, die ihnen auch politische Macht ermöglichen kann. Zudem deuten Untersuchungen darauf hin, dass auch ideologische Voreingenommenheit eine wichtige Rolle spielen kann, beispielsweise indem rechte/konservative Kolumnisten Klimawandelleugnern in ihren Artikeln viel Raum gewähren.
Falsche Ausgewogenheit kann mitunter aus ähnlichen Motiven wie Sensationsjournalismus entstehen, sodass Fragestellungen mit wissenschaftlichem Konsens auf einmal als strittige Debatte dargestellt werden. Gründe lassen sich beispielsweise in der Hoffnung der Entscheidungstragenden suchen, die einen größeren kommerziellen Erfolg als bei einer zutreffenderen Darstellung des Problems erwarten. Insbesondere gilt dies bei wissenschaftlichen Themenbereichen, deren Forschungsergebnisse Auswirkungen auf Wirtschaftszweige oder politische Entscheidungen erwarten lassen. Falsche Ausgewogenheit findet damit als Teil zeitgenössischer Polarisierung in westlichen Gesellschaften und in der Wissenschaftskommunikation Beachtung.
Im Gegensatz zu anderen Verzerrungen durch Medien ist falsche Ausgewogenheit oft auf den Versuch zurückzuführen, Verzerrungen zu vermeiden. Für Produktionsleitung und Redaktion kann unbemerkt bleiben, dass sie konkurrierende Ansichten nicht im Verhältnis zu ihren Stärken und ihrer Signifikanz behandeln, indem sie sie komplett gleichwertig behandeln. Dies kann sich zum Beispiel in gleichen Anteilen an der Sendezeit äußern, auch wenn im Voraus bekannt sein kann, dass einzelne Positionen auf falschen oder umstrittenen Informationen beruhen.
Ein weiterer Grund, der zur Verwirrung über den Forschungsstand beiträgt, ist die Existenz von Wissenschaftlern, die als falsche Experten antiwissenschaftliche oder längst widerlegte Positionen vertreten wie beispielsweise die AIDS-Leugnung. Allerdings sprechen Wissenschaftler nur dann mit wissenschaftlicher Autorität, wenn sie den Forschungsstand wiedergeben. Vertreten sie hingegen eine Meinung, die nicht von der Beleglage gestützt wird, dann sind ihre Qualifikationen belanglos.
Mit dem Aufkommen hochgradig parteiischer Quellen im Internetzeitalter, bei denen sich Information und Propaganda vermischen, erweitert sich das Problem. Auch wenn diese selbst keinerlei Anstalten machen, Neutralität oder Objektivität an den Tag zu legen, besteht eine Gefahr, dass reputable Medien im Umgang mit diesen eine falsche Ausgewogenheit an den Tag legen. Oft geschieht diese z. B. dadurch, dass Journalisten Behauptungen solcher Medien alleine aus quantitativen Gründen als berichtenswert einstufen und aufgreifen, anstatt den Nachrichtenwert anhand der Qualität der Behauptungen zu bestimmen. Auch dies kann Ansichten Glaubwürdigkeit verleihen, die es aus inhaltlichen Gründen nicht verdienen, und somit die Wahrnehmung in der Öffentlichkeit verzerren.

## Beispiele

### Tabakindustrie
Die journalistische Norm der Ausgewogenheit wurde unter anderem von der Tabakindustrie strategisch ausgenutzt, um die von ihr kreierte vermeintliche Kontroverse um die Gesundheitsgefahren des Rauchens am Leben zu halten. So führte falsche Ausgewogenheit in Kombination mit dem journalistischen Interesse an Neuem und Kontroversem dazu, dass diese "Kontroverse" am Leben gehalten wurde, solange sie der Tabakindustrie nutzte, indem Journalisten mit Verweis auf Objektivität und Ausgewogenheit immer auch die Meinung der Tabakindustrie zu diesem Thema präsentierten. Zunächst versuchte die Tabakindustrie, schlechte Nachrichten über Tabakprodukte ganz aus den Medien herauszuhalten. Als dies nicht mehr möglich war, ergriff sie Maßnahmen, um zu erreichen, dass immer auch ihre eigene Sichtweise präsentiert wurde. Dafür besuchten ihre Vertreter wissenschaftliche Treffen, bei denen Forschungsergebnisse bekannt gegeben wurden, und gaben vorab Pressemitteilungen zu eigenen Forschungen heraus, wenn neue Studien zur Verbindung von Tabakkonsum und Krebs angekündigt waren, um mit widersprechenden Informationen ein Gegengewicht zu diesen zu schaffen. Zudem beschwerte sich die Industrie bereits ab Mitte der 1950er Jahre intensiv bei Redakteuren und Herausgebern, wenn Berichte erschienen, in denen die Industrieposition nicht wiedergegeben wurde; eine Praxis, die in späterer Zeit immer weiter ausgeweitet und professionalisiert wurde. Ende der 1990er Jahre entwickelte der Tabakkonzern Philip Morris ein als „Media Fairness Program“ bezeichnetes Frühwarnsystem, das zum Ziel hatte, „die Zeitspanne zwischen Identifikation von Ungenauigkeiten/Schieflagen und Fertigstellung einer Erwiderung“ zu reduzieren, und im Jahr 1997 ein Budget von 250.000 US-Dollar besaß.

### Klimawandel
Ein weiteres bekanntes Beispiel für falsche Ausgewogenheit ist die vermeintlich ausgewogene Berichterstattung bezüglich der menschengemachten globalen Erwärmung. So ergab eine einflussreiche Studie aus dem Jahr 2004, dass von 636 untersuchten Medienartikeln, die zwischen 1988 und 2002 in vier großen US-amerikanischen Zeitungen erschienen waren, rund 53 % „ausgewogen“ berichteten, also die Thesen annähernd gleich gewichteten, dass der Mensch erheblichen Anteil an der globalen Erwärmung habe bzw. dass die Klimaerwärmung ausschließlich natürlich sei. 35 % der Artikel betonten die Existenz der menschengemachten Erderwärmung, erwähnten aber genauso die Gegenthese, dass die Erwärmung natürliche Ursachen habe. Nur 6 % der Artikel gaben hingegen den wissenschaftlichen Konsens korrekt wieder, indem sie die Erwärmung dem Menschen zuschrieben, ohne eine Gegenthese zu präsentieren. Dabei veränderte sich die Berichterstattung auch über die Zeit. Während 1988 noch der Großteil der Berichte die Sicht der Wissenschaft korrekt wiedergab, gingen Journalisten ab ca. 1990 mit dem Einsetzen von Desinformationskampagnen der organisierten Klimaleugnerszene u. a. durch die Global Climate Coalition und das Heartland Institute dazu über, „ausgewogen“ zu berichten. Gleichzeitig ging die Presse dazu über, Wissenschaftler als zunächst am häufigsten zitierte Quellen durch Politiker als Informationsquellen zu ersetzen. Durch die vermeintlich ausgewogene Berichterstattung, die ihren Ursprung in der Fairness-Doktrin hat, wurden damit Klimaleugner und ihre Thesen in den Medien systematisch bevorzugt, da sie viel mehr Aufmerksamkeit erhielten, als ihnen aufgrund des breiten wissenschaftlichen Konsenses eigentlich zustand. Diese falsche Ausgewogenheit steht im Widerspruch zur Sachlage in der Wissenschaft. So kommt eine Studie aus dem Jahr 2021 nach Auswertung von mehr als 88.000 wissenschaftlich begutachteten Veröffentlichungen der jüngsten Vergangenheit zum Schluss, dass der wissenschaftliche Konsens über den vom Menschen verursachten Klimawandel – ausgedrückt als Anteil an der Gesamtzahl dieser Veröffentlichungen – mehr als 99 % beträgt. Es gibt somit so gut wie keine wissenschaftlichen Veröffentlichungen, die eine maßgebliche Rolle des Menschen an der globalen Erwärmung anzweifeln oder widerlegen.

### MMR-Impfstoff
Falsche Ausgewogenheit trug dazu bei, von Impfgegnern gestreute Falschbehauptungen über den MMR-Impfstoff zu verbreiten. 1998 hielt der Mediziner Andrew Wakefield eine Pressekonferenz über ein von ihm in The Lancet veröffentlichtes Paper ab, wonach es einen Zusammenhang zwischen der MMR-Impfung und Autismus geben könne. Wakefields Belege waren außerordentlich schwach, innerhalb des Mainstreams der Wissenschaft sowie des Wissenschaftsjournalismus erhielt er daher zunächst kaum Aufmerksamkeit. Nachdem seine Arbeit falsifiziert und Wakefield Betrug sowie ethische und finanzielle Interessenkonflikte nachgewiesen worden waren, wurde sein Artikel von The Lancet zurückgezogen. Zuvor war es Impfgegnern allerdings gelungen, Wakefields Ansichten ausführlich in Medien zu platzieren, indem sie diese als Geschichte über menschliche Beziehungen gezielt an nicht spezialisierte Journalisten weitergaben und darum baten, dass diese ohne Kenntnisse über die wissenschaftlichen Hintergründe „beide Seiten“ des vermeintlichen Zusammenhangs zwischen MMR-Impfung und Autismus darstellten. Dies erwies sich als extrem erfolgreich. Im Jahr 2000 befassten sich 10 % aller Medienartikel über Wissenschaft mit der MMR-Impfung, und mehr als 80 % dieser Artikel stammten nicht von Wissenschaftsjournalisten. Zwar gab es praktisch keine Indizien, dass der Impfstoff schädlich war, und unzählige Belege, dass er sicher und effektiv war, während Gesundheitsorganisationen und Wissenschaftler versuchten, diesen Kenntnisstand der Öffentlichkeit zu vermitteln. Allerdings fehlten Journalisten und Herausgebern die nötigen Kenntnisse, um die Beleglage zu evaluieren, sodass sie angesichts zweier gegensätzlicher Positionen davon ausgingen, dass beide ähnlich gut begründet waren, und beide gleich präsentierten. Entsprechend wurde der MMR-Impfstoff als kontrovers präsentiert. Dies erwies sich als sehr schädlich für das öffentliche Vertrauen in den Impfstoff und ließ die Impfquoten deutlich unter den notwendigen Wert für Herdenimmunität fallen, und Masern, die einst am Rande der Ausrottung standen, begannen sich erneut auszubreiten.

### HPV-Impfung
Eine ähnliche Entwicklung wie beim MMR-Impfstoff gab es auch beim HPV-Impfstoff. So kam es u. a. infolge Medienberichterstattung mit falscher Ausgewogenheit 2013 in Japan zu einer Massenpanik bezüglich vermeintlicher Gefahren dieses Impfstoffes, worauf die Impfraten binnen eines Jahres von 70 % auf 1 % einbrachen. In Dänemark kam es zu einem ähnlichen Vorgang, nachdem Medien „beiden Seiten“ gleichen Raum eingeräumt hatten. Dort fielen die Impfraten von 79 auf unter 17 %. Auch in Irland fielen die Impfraten 2015 deutlich, nachdem eine Impfgegnerorganisation erfolgreich mediale Aufmerksamkeit erhalten hatte.

### COVID-19
Ein weiteres Beispiel stellt die mediale Aufbereitung der erst nach und nach möglichen Forschungsergebnisse im Zusammenhang mit der COVID-19-Pandemie dar, durch die es zu einer falschen Gewichtung wissenschaftlicher Ergebnisse und Einschätzungen kommen kann. Beispielsweise erhielt Sucharit Bhakdi gerade zu Beginn der Pandemie sehr viel Raum für seine Thesen und wurde sowohl in privaten wie auch öffentlichen Medien immer wieder präsentiert.

## Gegenmaßnahmen
Eine wirksame Gegenmaßnahme zur Vermeidung einer falschen Ausgewogenheit ist die Aufstellung redaktioneller Leitlinien. So lautet beispielsweise eine interne Leitlinie der BBC zur Gästeauswahl zum Thema Klimawandel aus dem Jahr 2018 wie folgt:

„Die BBC erkennt an, dass die […] Position des IPCC die beste Wissenschaft zu diesem Thema ist. […] Da akzeptiert wird, dass der Klimawandel stattfindet, wird für eine Gleichgewichtung der Debatte kein ‚Leugner‘ benötigt. Obwohl es jene gibt, die mit der Position des IPCC nicht einverstanden sind, gehen nur sehr wenige von ihnen derzeit so weit, den Klimawandel zu leugnen. Zur Erreichung von Unparteilichkeit muss man keine unverhohlenen Leugner des Klimawandels in die BBC-Berichterstattung einbeziehen, genauso wie man niemanden bringen würde, der den 2:0-Sieg von Manchester United am vergangenen Samstag leugnet. Der Schiedsrichter hat gesprochen. Die BBC schließt jedoch keine Meinungsschattierungen aus ihrer Berichterstattung aus, und im Falle einer angemessenen kritischen Befragung durch einen sachkundigen Interviewer kann es Situationen geben, einen Leugner anzuhören.“

Bereits 2014 hatte der BBC Trust die falsche Ausgewogenheit der BBC kritisiert und festgehalten, dass durch falsche Ausgewogenheit „Randmeinungen eine ungerechtfertigte Aufmerksamkeit“ geschenkt würde, insbesondere bei „unbestrittenen Themen“. Unparteilichkeit heiße für die BBC jedoch nicht, einfach die „Vielfalt der Meinungen“ darzustellen, sondern vielmehr „das unterschiedliche Gewicht der Sichtweisen“ wiederzugeben. Ein guter Journalist müsse die Stärke des Konsenses abbilden, um den Gebührenzahler so zu informieren, dass dieser ein Bild vom aktuellen Forschungsstand gewinnen könne.
Wissenschaftliche Erkenntnisse deuten zudem darauf hin, dass, wenn es zu Diskussionen mit Wissenschaftsleugnern kommt, Vorwarnungen vor falscher Ausgewogenheit helfen können, die schädlichen Auswirkungen des False-Balance-Effektes einzudämmen. Dagegen fand eine Studie keinen Beleg dafür, dass es Wirkung zeigt, mehr Verfechter der Wissenschaft als Wissenschaftsleugner zu einer Diskussion einzuladen. Dies treffe selbst dann zu, wenn die Wissenschaftler in der Diskussion eine deutliche Mehrheit stellen.
Der Wissenschaftsjournalist Chris Mooney, der für seine Klimaberichterstattung mit dem Pulitzerpreis ausgezeichnet wurde, schreibt, Journalisten müssten besser verstehen, wie die Norm von journalistischer Ausgewogenheit von denjenigen, die Wissenschaft missbrauchten, dazu ausgenutzt werde, gleiche Behandlung für Außenseitermeinungen und widerlegte Ansichten einzufordern. Journalisten sollten sich klarmachen, dass journalistische Ausgewogenheit keine Entsprechung in der Wissenschaft habe. Vielmehr sei es in der Wissenschaft so, dass wissenschaftliche Theorien und Interpretationen durch den Prozess des Peer-Review überlebten oder untergingen, durch den wissenschaftliche Thesen sorgfältig geprüft würden, bevor sie in einer reputablen wissenschaftlichen Fachzeitschrift gedruckt würden. Wenn also ein Konsens erwachse, dann beruhe dieser im wiederholten Testen und erneuten Testen einer Idee. Aus diesem Grund sollten Journalisten wissenschaftlichen Außenseiterthesen mit ausgeprägter Skepsis begegnen und recherchieren, was bedeutende peer-reviewte Fachbeiträge oder Darstellungen des Forschungsstands über diese aussagten. Zudem sollten Journalisten nach dem Prinzip vorgehen, dass besonders ausgefallene oder dramatische Behauptungen auch besonders große Skepsis erforderten, da Nicht-Wissenschaftsjournalisten allzu leicht auf wissenschaftlich klingende Behauptungen hereinfallen können, deren Glaubwürdigkeit sie nicht angemessen beurteilen könnten. Es sei zwar nicht so, dass ein wissenschaftlicher Konsens in jedem einzelnen Fall richtig liege, allerdings könne man in der großen Mehrheit der modernen Fälle davon ausgehen, dass er unter einer sorgfältigen Prüfung standhalte, eben weil er erst infolge eines langwierigen und gründlichen Prozesses professioneller Skepsis und Kritik entstanden sei. Daher sollten sich Journalisten, die über wissenschaftsbasierte politische Debatten berichteten, als absolutes Mindestmaß mit diesem professionellen Prüfen wissenschaftlicher Thesen vertraut machen, lernen, was diese Prüfung über den relativen Wert konkurrierender Behauptungen aussagt, und ihre Berichte mit einer Ausgewogenheit verfassen, die den Stand der Forschung angemessen widerspiegelt. Auf diese Weise könnten Journalisten viele der schwerstwiegenden Formen des Wissenschaftsmissbrauchs vereiteln und aufdecken.

## Audios
- Wissenschaft in den Medien „False Balance ist der größte Fehler der Journalisten“, 54.17 Minuten Audio-Version, Moderation: Philip Banse, Deutschlandfunk Kultur Breitband vom 10. April 2021
- Problem „False Balance“ Journalisten sollen einordnen, 4.07 Minuten Audio-Version, von Marina Weisband, Deutschlandfunk 9. Juni 2021